# Józef Angiolini
Józef Angiolini (ur. 14 listopada 1747 w Piacenzy, zm. 28 marca 1814 w Połocku) – włoski duchowny rzymskokatolicki działający w Rosji i Polsce, jezuita, autor dzieła filozoficznego.
Józef Angiolini, doktor teologii i doktor prawa kanonicznego, był rodzonym bratem Kajetana, Alojzego i Franciszka Angiolinich, jak i on jezuitów. Współcześni uważali go za najzdolniejszego z nich. Był filozofem i erudytą, mówiono o nim „żywa biblioteka”. Zanim został pierwszym kanclerzem Akademii Połockiej i jej prorektorem, pełnił funkcję rektora Kolegium Jezuickiego w Petersburgu.
Józef Angiolini opracował Institutiones philosophicae ad usum studiosorum Academiae Polocensis, które wydano pośmiertnie w Połocku w roku 1819.